# Shannen Doherty
Shannen Maria Doherty (Memphis, 12 de abril de 1971 – Malibu, 13 de julho de 2024) foi uma atriz estadunidense, célebre por sua participação na série Beverly Hills, 90210 (1990-1994), além da personagem Prudence Halliwell em Charmed (1998–2001).

## Biografia
Shannen Doherty nasceu em Memphis, Tennessee, onde viveu até os 7 anos, até sua família se mudar para Los Angeles. É filha de Rosa e Tom Doherty.
O sucesso começou cedo, quando foi convidada para séries de TV, incluindo Little House on the Prairie,Voyagers!, Father Murphy, e Airwolf.
Em 1982, fez seu primeiro trabalho como dubladora no longa de animação A Ratinha Valente.

## Carreira

### Início da carreira
Doherty interpretou Kris Witherspoon, em 46 episódios da série de TV, Our House (1986 a 1988), um papel que lhe rendeu várias indicações ao Young Artist Awards. Em seguida, ela apareceu em um episódio de Magnum, P.I. e um episódio em Airwolf.
Um grande marco em sua carreira foi o filme Heathers, lançado em 1989, onde desempenhou Heather Duke.

### Séries de TV

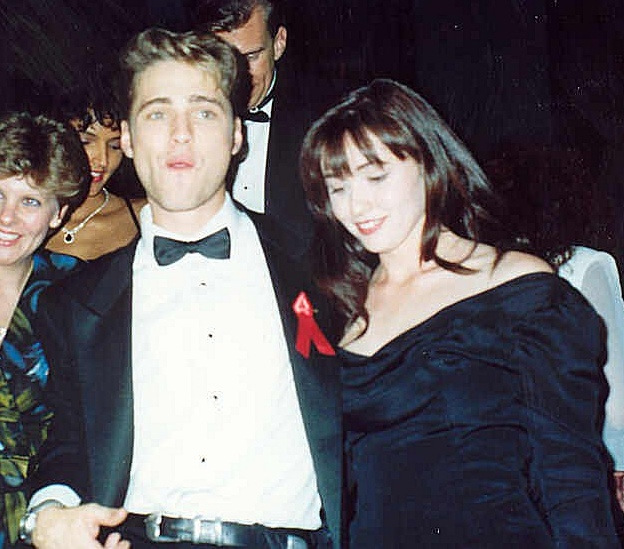
Jason Priestley e Shannen no Emmy, em 1991

Um grande "papel revelação" de Shannen aconteceu quando foi escalada para estrelar como Brenda Walsh na série produzida por Aaron Spelling, Beverly Hills, 90210 em 1990. Em 1991 e 1992 seu papel como Brenda lhe rendeu uma indicação ao Young Artist Awards de Melhor Atriz no Elenco de uma Série de Televisão.
- Em 1994, Shannen saiu da série, devido à briga com Jennie Garth e também a outros problemas recorrentes com o elenco.

Embora a ausência do personagem foi inicialmente descrita como sendo apenas para um ano, ela nunca realmente retornou à série, apesar de ser mencionada ao longo do tempo durante os períodos remanescentes do show.
Em 1998, Aaron Spelling acrescentou Shannen no elenco de outra série de televisão, Charmed, na qual interpretava a protagonista Prue Halliwell, a mais velha de três irmãs que descobrem que são bruxas. Doherty também dirigiu vários episódios.
Em 2001, ao final da terceira temporada, Doherty deixou a série, resultando na morte de sua personagem, e com a introdução da atriz Rose McGowan como a personagem Paige Matthews.
Supostamente, o motivo de sua saída foi por causa de tensões entre Doherty e a sua colega de elenco Alyssa Milano.
Shannen Doherty foi duas vezes nomeada para o Saturn Awards, por sua interpretação da personagem Prue Halliwell, em 1999 e 2000, respectivamente. Em 2007, a AOL indicou Prue Halliwell como uma das dez melhores bruxas da história da televisão.
Em 2004, três anos depois de sua partida de Charmed, Doherty atuou como Alexandra Hudson em 11 episódios da curta série de TV North Shore.
Mais tarde, em 2005, Doherty estava programada para ser a protagonista no elenco da série de TV Love, Inc. Apesar de ter filmado o piloto original, o episódio não chegou a ir ao ar, pois quando a UPN confirmou a entrada da série na grade da emissora ela saiu do projeto, sendo substituída posteriormente por Busy Philipps.
Depois de quatorze anos desde sua última aparição na televisão, como Brenda Walsh, confirmou-se em junho de 2008 que Shannen iria participar do elenco de 90210, uma "continuação" da antiga série Barrados no Baile. Shannen concordou em participar da nova versão, mas, somente como "participação especial" e afirmou que não queria uma longa continuação com o papel. Com esse papel, Shannen participou de 8 episódios, ganhando cerca de US$ 45 000 por episódio.

## Outros projetos

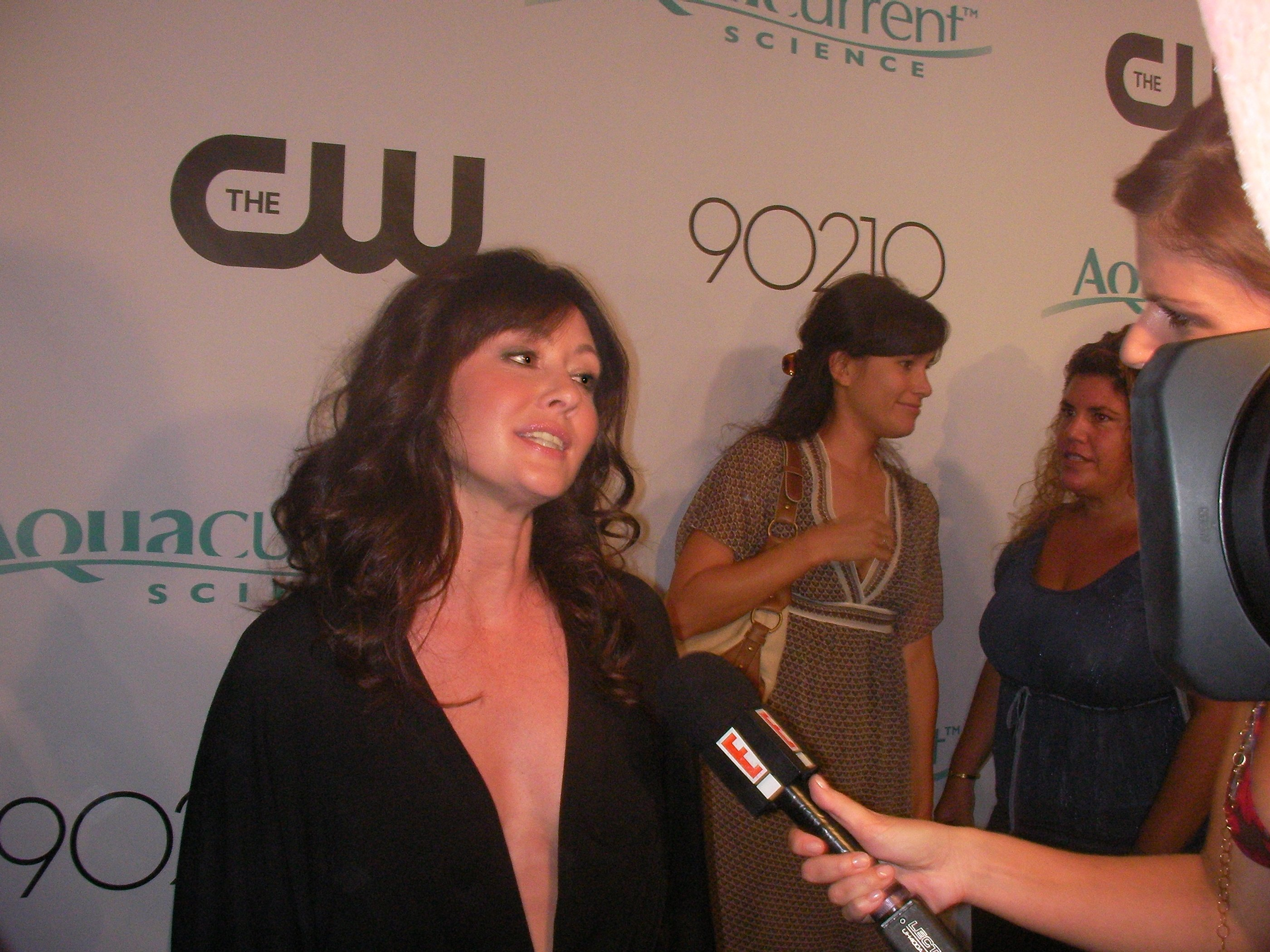
Shannen Doherty em uma entrevista, na estreia da série 90210, em 2008.

A atriz posou duas vezes na revista Playboy, em 1994 e 2003.
Em 2006, Shannen criou o seu próprio reality-show, Breaking Up With Shannen Doherty, para o canal Oxygen. No Brasil, o programa foi ao ar no canal GNT, intitulado Barrados por Shannen Doherty.
Em 1 de março de 2010, foi anunciado que Doherty seria uma das competidoras do programa Dancing with the Stars para a décima temporada. A estreia da temporada foi no dia 22 de março. O profissional Mark Ballas acompanhou Shannen Doherty durante toda a temporada. A dupla foi eliminada no dia 30 de março. Ela queria participar do programa em homenagem ao seu pai, que é fã declarado do programa.
Em novembro de 2010 Shannen lançou sua autobiografia, intitulada Badass.

## Morte
Shannen morreu em 13 de julho de 2024, aos 53 anos, devido a um câncer de mama, contra o qual lutou por quase uma década.

## Filmografia
| Ano  | Título                                         | Personagem                    | Detalhes        |
| ---- | ---------------------------------------------- | ----------------------------- | --------------- |
| 1982 | Night Shift                                    | Bluebird                      |                 |
| 1982 | A Ratinha Valente                              | Teresa (voz)                  |                 |
| 1983 | Little House: Look Back To Yesterday           | Jenny Wilder                  | Filme para TV   |
| 1984 | Little House: Bless All The Dear Children      | Jenny Wilder                  | Filme para TV   |
| 1984 | Little House: The Last Farewell                | Jenny Wilder                  | Filme para TV   |
| 1985 | Girls Just Want to Have Fun                    | Maggie Malene                 |                 |
| 1985 | The Other Lover                                | Alson Fielding                | Filme para TV   |
| 1987 | Alf Loves a Mystery                            | The Lady in Red               | Filme para TV   |
| 1989 | Heathers                                       | Heather Duke                  |                 |
| 1990 | Life Goes On                                   | Ginny Green                   |                 |
| 1991 | Eternamente Jovem                              | Garota da Festa               | Sem crédito     |
| 1992 | Freeze Frame                                   | Lindsay Scott                 | Direto para DVD |
| 1992 | Obsessed                                       | Lorie Brindel                 | Filme para TV   |
| 1992 | The Secret Of Lost Creek                       | Jennie Fogel                  |                 |
| 1994 | A Burning Passion: The Margaret Mitchell Story | Margaret Mitchell             | Filme para TV   |
| 1994 | Almost Dead                                    | Doctor Katherine Roshak       |                 |
| 1994 | Blindfold: Acts Of Obsession                   | Madeleine Dalton              | Filme para TV   |
| 1994 | Jailbreakers                                   | Angel Norton                  | Filme para TV   |
| 1994 | Naked Gun 33 1/3: The Final Insult             | Ela mesma                     | Sem crédito     |
| 1995 | Barrados no Shopping                           | Rene Mosier                   |                 |
| 1996 | Gone in the Night                              | Cindi Dowaliby                | Filme para TV   |
| 1997 | Friends 'Til The End                           | Heather Romley                | Filme para TV   |
| 1997 | Sleeping with the Devil                        | Rebecca Dubrovich             | Filme para TV   |
| 1997 | The Ticket                                     | CeeCee Reicker                | Filme para TV   |
| 1997 | Estrada para Lugar Nenhum                      |                               |                 |
| 1999 | Striking Poses                                 | Gage Sullivan                 |                 |
| 2000 | Satan's School For Girls                       | Beth Hammersmith/Karen Oxford | Filme para TV   |
| 2001 | Jay and Silent Bob Strike Back                 | Ela mesma                     |                 |
| 2001 | Another Day                                    | Kate                          | Filme para TV   |
| 2002 | Hell on Heels: The Battle Of Mary Kay          | Lexi Wilcox                   | Filme para TV   |
| 2002 | The Rendering                                  | Sarah Reynolds                |                 |
| 2003 | Nightlight                                     | Celeste Timmerman             | Filme para TV   |
| 2005 | Category 7: The End of the World               | Faith Clavell                 | minissérie      |
| 2007 | Christmas Caper                                | Kate Dove                     | Filme para TV   |
| 2008 | Defunct                                        | Fanny                         |                 |
| 2008 | Kiss Me Deadly                                 | Marta                         | Filme para TV   |
| 2008 | The Lost Treasure of the Grand Canyon          | Sarah Jordan                  | Filme para TV   |
| 2009 | Encounter with Danger                          | Lori                          | Filme para TV   |
| 2010 | Burning Palms                                  | Dr. Shelly                    |                 |
| 2010 | The Beautiful Outsiders                        | Sarah Fugate                  |                 |
| 2010 | Growing the Big One                            | Emma Silver                   | Filme para TV   |
| 2021 | Fortress                                       | Gen. Barbara Dobbs            |                 |

## TV
| Ano         | Título                           | Personagem                | Detalhes                                     |
| ----------- | -------------------------------- | ------------------------- | -------------------------------------------- |
| 1981        | Father Murphy                    | Drusilla Shannon          | 1ª temporada, episódios 5 e 6                |
| 1982        | The Phoenix                      | Garotinha                 | 1ª temporada, episódio 2                     |
| 1982        | Voyagers!                        | Betty Parris              | 1ª temporada, episódio 4                     |
| 1982        | Little House on the Prairie      | Jenny Wilder              | 18 episódios, 1982-1983                      |
| 1983        | Magnum, P.I.                     | Ima Platt                 | 4ª temporada, episódio 8                     |
| 1984        | Águia de Fogo                    | Phoebe Danner             | 1ª temporada, episódio 4                     |
| 1984        | The New Leave It to Beaver       | Laurie                    | 1ª temporada, episódio 15                    |
| 1985        | Highway to Heaven                | Shelley Fowler            | 2ª temporada, episódio 9                     |
| 1985        | Robert Kennedy & His Times       | Kathleen Kennedy          | Minissérie                                   |
| 1986        | Our House                        | Kris Witherspoon          | 46 episódios, 1986-1988                      |
| 1986        | Outlaws                          | Garotinha                 | episódio piloto                              |
| 1989        | Anjos da Lei                     | Janine DeGray             | 4ª temporada, episódio 12                    |
| 1990        | Life Goes On                     | Ginny Green               | 1ª temporada, episódio 12                    |
| 1990        | Barrados no Baile                | Brenda Walsh              | 1ª à 4ª temporada (1990-1994), 111 episódios |
| 1992        | The Secret of Lost Creek         | Jennie Fogel              |                                              |
| 1998 – 2001 | Charmed                          | Prudence Halliwell (Prue) | 1ª à 3ª temporada, 67 episódios              |
| 2004 - 2005 | North Shore                      | Alexandra Hudson          | 1ª temporada, 11 episódios                   |
| 2005        | Love, Inc.                       | Denise Johnson            | episódio piloto                              |
| 2006        | Breaking Up with Shannen Doherty | Ela Mesma                 | Reality Show, 14 epísódios                   |
| 2008 - 2009 | 90210                            | Brenda Walsh              | 1ª temporada, 8 episódios                    |
| 2010        | Dancing with the Stars           | Ela Mesma                 | Reality Show, 2 episódios                    |

### Diretora
- 2000 Charmed "Cuidado Com O Que Você Deseja"
- 2001 Charmed "A Cidade Amaldiçoada"
- 2001 Charmed "Terra"

### Produtora
- Breaking Up with Shannen Doherty (Produtora executiva) (1 episódio, 2006)
- Better Off: Insecurity Check (2006) (Produtora executiva)
- Another Day (2001) (TV) (co-Produtora executiva)

### Equipa técnica e artística
- 1997 "Friends 'Til The End" (cantora: "Stop", "Does Anybody Hear Me?", "Friends 'Til the End")